# Силантьєв Костянтин Васильович
Костянтин Васильович Сила́нтьєв (нар. 5 березня 1931, Дружківка — пом. 13 березня 2005) — український радянський співак (бас), заслужений артист РРФСР з 1967 року, народний артист УРСР з 1976 року.

## Біографія
Народився 5 березня 1931 року в місті Дружківці (нині Донецької області). Член КПРС з 1965 року.
У 1953—1958 і 1975—1981 роках — соліст ансамблю пісні і танцю Київського військового округу, в 1958—1975 роках — Капели бандуристів УРСР, у 1987—1991 роках — Центрального ансамблю пісні й танцю Західної групи військ.

Могила Костянтина Силантьєва

В репертуарі були арії з опер і романси українських, російських та західноєвропейських композиторів, народні пісні, твори радянських авторів.
Жив у Києві. Помер на 75-му році життя 13 березня 2005 року. Похований на Байковому кладовищі (ділянка № 49б, 50°25′3.20″ пн. ш. 30°30′2.66″ сх. д. / 50.4175556° пн. ш. 30.5007389° сх. д.).